# Cratere Tivoli
Tivoli  è un cratere sulla superficie di Marte.